# Michail Nikolaevič Kuraev
Michail Nikolaevič Kuraev, in russo Михаил Николаевич Кураев? (Leningrado, 18 giugno 1939), è uno scrittore e sceneggiatore russo.
Ha scritto i romanzi Lo specchio di Montačka e Ronda di notte.

## Opere
- Ronda di notte (Ночной дозор, 1988), Il melangolo 1992
- Lo specchio di Montačka, il Saggiatore 1996, pag.363

## Filmografia

### Sceneggiatore
- Khozyain, regia di Michail Ivanovič Eršov (1971)
- Pyataya chetvert, regia di Grigorij Lazarevič Aronov (1972)
- Strogaya muzhskaya zhizn, regia di Anatolij Michajlovič Granik (1977)
- Krik gagary, regia di Sergei Linkov (1980)
- Sokrat, regia di Viktor Fёdorovič Sokolov (1991)